# Maison natale Honoré-Mercier
La maison natale Honoré-Mercier est une maison de colonisation située à Sainte-Anne-de-Sabrevois au Québec (Canada).
La maison a été construite entre 1820 et 1840 pour le compte de Jean-Baptiste Mercier. C'est dans cette maison que serait né Honoré Mercier, 9e premier ministre du Québec entre 1887 et 1891. En 1959, la Société Saint-Jean-Baptiste en fait l'acquisition. Un musée y est ouvert en 1962. Elle est restaurée par le ministère des Affaires culturelles en 1976 et 1977. Elle est cédée à la municipalité de Sainte-Anne-de-Sabrevois en 1995.
Elle a été classée comme immeuble patrimonial en 1959.